# Marian Wolniewicz
Marian Wolniewicz (ur. 8 stycznia 1919 w Boguszynie, powiat Jarocin, zm. 14 lipca 2005 w Poznaniu) – polski teolog, biblista, duchowny katolicki, wykładowca Akademii Teologii Katolickiej w Warszawie.

## Życiorys
Pochodził z rodziny inteligenckiej, był synem zawodowego oficera Wojska Polskiego. Kształcił się w Gimnazjum św. Marii Magdaleny w Poznaniu. Następnie studiował w Arcybiskupich Seminariach Duchownych w Gnieźnie i Poznaniu, w Wyższym Seminarium Duchownym Pallotynów w Ołtarzewie oraz Wyższym Seminarium Duchownym w Sandomierzu; święcenia kapłańskie przyjął w Sandomierzu 7 maja 1944 i został inkardynowany do archidiecezji poznańskiej. Pierwszą placówką duszpasterską ks. Wolniewicza była parafia św. Mikołaja w Lesznie, gdzie był wikariuszem kooperatorem. Od 1946 pracował przez dwa lata w Liceum im. Paderewskiego w Poznaniu jako nauczyciel religii. Od 1948 uzupełniał studia na Katolickim Uniwersytecie Lubelskim, gdzie obronił doktorat teologii; później uzyskał habilitację z nauk biblijnych na Papieskim Wydziale Teologicznym w Krakowie.
Był wykładowcą szeregu uczelni katolickich – profesorem nauk biblijnych w Arcybiskupim Seminarium Duchownym w Poznaniu i Wyższym Seminarium Duchownym Chrystusowców w Poznaniu, docentem na Papieskim Wydziale Teologicznym w Poznaniu, wykładowcą Akademii Teologii Katolickiej w Warszawie oraz na Wydziale Teologicznym Towarzystwa Jezusowego „Bobolanum”. Nosił tytuł papieskiego kapelana honorowego.
Specjalizował się w przekładach fragmentów Biblii z języka greckiego, m.in. tłumaczył oraz opatrzył komentarzem Nowy Testament w Biblii poznańskiej (1974) i Dzieje Apostolskie w Biblii Tysiąclecia (1965). Zajmował się również historią polskich badań nad Biblią.

## Niektóre publikacje
- Studium Pisma św. w Arcybiskupim Seminarium Duchownym w Poznaniu w latach 1835–1939 (1969)
- Katechizm religii katolickiej (1968, współautor)
- Dzieje Bożego Objawienia (1968, współautor)
- Współczesna biblistyka polska (1972, współautor, redaktor)
- Ze stołu Słowa Bożego (1972, współautor)
- Pismo św. Nowego Testamentu (Biblia poznańska) (1975, redakcja i przekład Ewangelii, wiele wydań)
- Les sciences bibliques en Pologne apres la guerre 1945-1970 (1974, współautor, redaktor)
- Zanim otworzysz Biblię (1981, współautor, redaktor)
- W kręgu Nowego Przymierza (1985)
- Ojczyzna Jezusa (1986)
- Wczoraj i dzisiaj Biblii (1994)